# 張永宋
張永宋（1884年3月11日—1974年8月21日），又譯作張永送，聖名尼古拉（Nicolas），越南教育家，曾出任越南國外交總長。

## 生平
張永宋1884年出生於法屬交趾支那堤岸仁江村（Nhơn Giang），是著名學者彼得呂斯·張永記的幼子。
張永宋1904年進入法國政府任職，擔任法屬交趾支那政府秘書。1909年加入法國國籍。
1928年張永宋退休之後，一直致力於越南語的研究。
1947年，張永宋參加了前皇帝保大在香港召開的越南各黨派會議。
1952年至1954年間，張永宋曾出任由前皇帝保大擔任國長的越南國的外交總長。
20世紀60年代初，張永宋帶着子女移居法國。

## 家庭
張永記一共有九個兒子，張永宋是幼子。張永記在離世前選擇張永宋作繼承人，他的墳墓和遺產也由張永宋照顧。

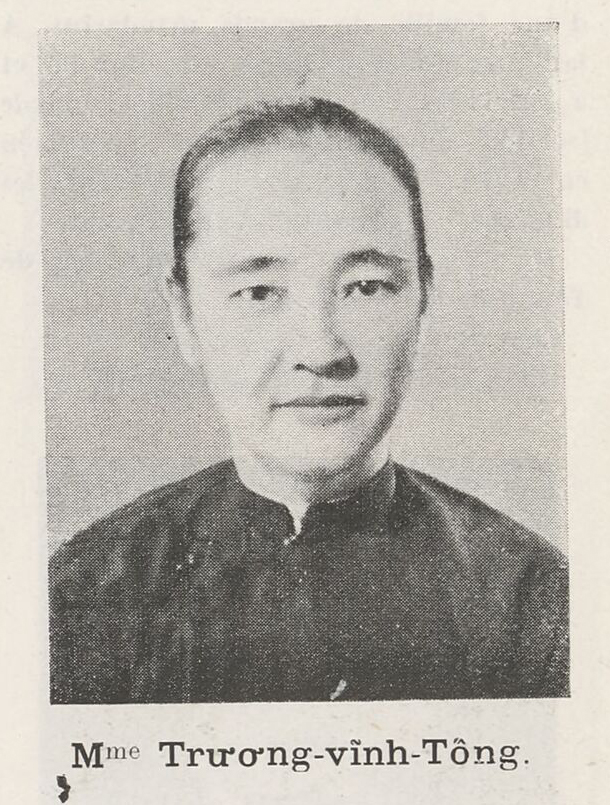
陳氏露

張永宋的妻子埃莉薩·陳氏露（Elisa Trần Thị Lộ）1890年3月28日出生於沙瀝。是約瑟夫·陳伯壽（Joseph Trần Bá Thọ）的女兒，親法官員陳伯祿的孫女。兩人育有14個子女（11個男孩和3個女孩）。陳氏曾任南越兒童友誼會（Hội Bạn Trẻ Con）會長、西貢育嬰院會員和法越退伍軍人互助會（hội Tương Trợ Cựu Chiến binh Pháp-Việt）會員。1967年4月20日，陳氏露逝世。

## 榮譽
- 法國榮譽軍團勳章騎士勳位[4]

## 著作
- 《安南語語法》（Grammaire de la langue Annamite）[7][4]
- 《安南語課本》（Cours d'Annamite）[4]
- 《古人的道理》（Đạo Lý Người Xưa）[9]
- 將張永記的《自述往北圻傳》（Chuyến Đi Bắc Kỳ Năm Ất Hợi）翻譯爲法文[10]

### 引用
1. ↑  . 華僑日報. 1947-09-10  [2022-11-21] （中文（香港））.
2. 1 2 3 4  PHÚC TIẾN. . TUOI TRE ONLINE. 2019-02-10  [2022-07-14]. （原始内容存档于2019-02-20） （越南语）.
3. ↑  Nicolas Trương Vĩnh Tống.  (PDF). digitallibrary.un.org. 1952-08-07  [2022-07-14]. （原始内容 (PDF)存档于2022-07-14）. 越南國外交部長Nicolas Truong-Vinh-Tong，秉承越南政府的正式授權，茲特代表越南國聲明，越南國完全接受聯合國憲章所載的義務，願自越南加入聯合國之日起盡力履行。
4. 1 2 3 4 5 6 7  Gouvernement General de l'Indochine 1943，第94頁.
5. ↑  .   [2022-07-15]. （原始内容存档于2022-07-09） （越南语）.
6. 1 2 3 4 5 6  TRẦN VĂN TRUNG. . www.aihuubienhoa.com. 2012-12-20  [2022-07-14]. （原始内容存档于2022-07-14）.
7. 1 2  . Google Books. Imprimerie Đức - Lưu - Phương.  [1932年出版]  [2022-07-14]. （原始内容存档于2022-07-14）.
8. ↑  Dương Thanh Bình. . petruskyaus.net. 2018  [2022-07-14]. （原始内容存档于2020-10-27）.
9. ↑  Nguyễn Vy Khanh. . Hội Ái Hữu Petrus Trương Vĩnh Ký Úc Châu. 2020-10-15  [2022-07-14]. （原始内容存档于2021-07-24） （越南语）.
10. ↑  Trương vĩnh Ký 1881，第37頁.

### 來源
- Gouvernement General de l'Indochine. . 河內. 1943  [2022-07-14].
- Trương vĩnh Ký.  (PDF). 1881  [2022-07-14]. （原始内容存档 (PDF)于2022-07-14）.

| 官衔          | 官衔                                            | 官衔          |
| ------------- | ----------------------------------------------- | ------------- |
| 前任： 陈文友 | 第3任越南國外交總長 1952年6月25日－1954年1月9日 | 繼任： 阮國定 |